# 天主教奥兰加巴德教区
天主教奧蘭加巴德教區 （拉丁語：Dioecesis Aurangabadensis）是羅馬天主教的一個教區，包括印度馬哈拉施特拉邦中南部奧蘭加巴德專區共八縣，受天主教那格浦爾總教區管轄。
教區成立於1977年12月17日。2012年有教友15,623名，佔轄區總人口百分之0.2。由四十三名司鐸名管理廿三個堂區。現任教區主教為埃德溫‧科拉索。